# Derek and the Dominos
A Derek and the Dominos 1970 tavaszán, New Yorkban alakult blues-rock supergroup. A zenekart Eric Clapton és a Delaney, Bonnie & Friends nevű formáció tagjai, Bobby Whitlock, Jim Gordon és Carl Radle alapította. Az első album felvételei alatt csatlakozott hozzájuk a The Allman Brothers Band vezetője, Duane Allman.

## A kezdetek
A zenekar első nyilvános fellépése a londoni Lyceum Színházban volt 1970. június 14-én. A műsorközlő rosszul konferálta be őket – Eric and the Dynamos helyett Derek and the Dominost mondott. A zenekar megtartotta a nevet, és egy nyári angliai körútra indultak. Augusztus végétől október elejéig a miamiban lévő Criteria Studiosban, Tom Dowd produceri közreműködésével felvették első, Layla and Other Assorted Love Songs című dupla albumukat, amit ma a legtöbb rajongó Clapton egyik mesterművének tart. A dalok legnagyobb részét, köztük a "Layla" címűt (ami hamarosan a rádiók egyik kedvence lett) is Clapton Pattie Boyd iránt érzett szerelme ihlette. A nő akkor Clapton legjobb barátjának, George Harrisonnak volt a felesége. Clapton titokban találkozgatott vele, Whitlock pedig Pattie nővérével randevúzott. A dolgok nem sokkal később nyilvánosságra kerültek; Pattie 1974-től Claptonnal élt, 1979-ben pedig összeházasodtak. Miután Clapton viszonyt kezdett Yvonne Khan Kellyvel, 1985-ben különköltöztek, és 1988-ban elváltak. A kétrészes "Layla" több felvétel alkalmával készült el: először a gitárközpontú első részt vették fel, a második rész csak néhány hónap múlva készült el. A második rész egy elégikus zongoradarab, amit Jim Gordon dobos írt és játszott el; Gordon először nem akarta, hogy a dal része legyen, de végül engedett a többiek kérésének.

## Koncertek
1970-1971 folyamán a zenekar rengeteget turnézott, melyek során mindenki számára nyilvánvalóvá vált tehetségük. A New York-i Fillmore Eastben adott koncertjeik adták In Concert és Live at the Fillmore East című albumaik anyagát. Számtalan kalózfelvétel is közkézen forog; köztük van egy, amin Duane Allman is játszik , és olyan is, amin a Fillmore-ban adott két teljes koncert hallható.

## A Layla-album
Első és egyetlen stúdióalbumukat a Derek and the Dominos öttagú felállása vette fel, hála a slide gitár-virtuóz Duane Allman be nem tervezett közreműködésének. A felvételek legnagyobb részében Clapton a padlón feküdt belőve. Akkoriban a zenekar szinte állandóan kábítószerezett, de a legtöbb művésztől eltérően Clapton szerint ez nem hátráltatta a munkát.
A felvételek kezdete után néhány nappal Tom Dowd – aki az Allman Brothers producere is volt – meghívta Claptont Allmanék egyik szabadtéri koncertjére, amit Miamiban tartottak. A két gitáros – aki addig csak hírből ismerte egymást – a színfalak mögött találkozott, majd a két zenekar egy stúdióban együtt zenélt (a felvétel hallható a The Layla Sessions: 20th Anniversary Edition című albumon). Clapton és Allman „szerelmes lett” a másik gitárjátékába. Szoros barátok lettek és felajánlották Allmannek, hogy legyen a Dominos ötödik tagja.
Amikor Clapton és Allman találkozott, a Dominos már három dalt felvett ("I Looked Away", "Bell Bottom Blues", "Keep on Growing"); Allman a negyedik dalban debütált ("Nobody Knows You When You're Down") és az album többi dalában slide gitározott. Az albumra a blues gyakorolta a legnagyobb hatást; a dalokban Clapton és Allman együtt gitározott. A dalok egyik legfontosabb része Allman szívből jövő slide gitárjátéka.

## Tragédiák és a zenekar feloszlása
A zenekar rövid pályáját tragédiák kísérték. Az album felvételeinek idején, 1970. szeptember 18-án halt meg Clapton egyik legjobb barátja, Jimi Hendrix. Nyolc nappal korábban a Dominos Hendrix "Little Wing" című dalát vette fel, ami az albumra is felkerült. Egy évvel később, 1971. október 29-én, a Dominos első amerikai turnéjának előestéjén Duane Allman motorbalesetben meghalt. Clapton levertségét csak fokozták a Layla-albumot teljesen érdektelenül fogadó kritikák. Úgy érezte, hogy ezekért őt terheli a felelősség; mély depresszióba süllyedt, majd heroinfüggő lett.
A megtört zenekar kénytelen-kelletlen elvállalta az amerikai turnét. Clapton később beismerte, hogy a turné közben rengeteg heroin és alkohol fogyott, ennek ellenére a turné anyagából készült In Concert című album meglepően jóra sikerült. A zenekar csak Londonban oszlott fel, röviddel a második album felvételének kezdete után. Bár Radle az 1970-es években Clapton zenekarának volt a tagja, Clapton és Whitlock szakításuk után évtizedekig nem beszéltek egymással (csak 2003-ban zenéltek újra együtt). Carl Radle 1980. május 30-án halálra itta magát. Jim Gordon – akinek skizofréniáját nem fedezték fel – 1983-ban egyik rohama közben kalapáccsal verte agyon édesanyját; 1984 óta elmegyógyintézetben él.
A Dominos feloszlása után Clapton visszavonult, nem turnézott és nem készített felvételeket. Naponta 1000 fontot költött heroinra, de Pattie Boyd iránti szerelme nem múlt el. Ezalatt csak két koncerten lépett fel: 1971. augusztus 1-jén a Banglades megsegítésére rendezett jótékonysági koncerten New Yorkban, valamint az 1973. január 13-án, a londoni Rainbow Színházban rendezett koncerten. Az előbbit George Harrison szervezte, az utóbbival pedig a The Who gitárosa, Pete Townshend akart segíteni Clapton heroin elleni harcában.
Az idő egyértelműen javított a Dominos megítélésén: ma már Clapton egyik legjobb zenekarának tartják. Clapton Crossroads című 1988-as válogatásalbumán több részlet hallható a befejezetlen második album felvételeiből. Az 1990-es The Layla Sessions: 20th Anniversary Edition az eredeti album, az 1994-es Live at the Fillmore (Derek and the Dominos) című album pedig az In Concert kibővített változata.
2003-ban a "Minden idők 500 legjobb albuma (Rolling Stone magazin)" szavazásán a Layla and Other Assorted Love Songs a 115. helyet érte el.

## Tagok
- Eric Clapton – gitár, ének, dalszerző
- Bobby Whitlock – billentyűsök, ének, dalszerző
- Carl Radle – basszusgitár
- Jim Gordon – dob, ütőhangszerek, zongora a "Layla"-n
- Duane Allman – slide-gitár

## Diszkográfia
- Layla and Other Assorted Love Songs – 1970. december
- In Concert – 1973. január
- The Layla Sessions: 20th Anniversary Edition – 1990. szeptember
- Live at the Fillmore (Derek and the Dominos) – 1994. február 22.